# Elecciones estatales extraordinarias de Veracruz de 2022
Las elecciones extraordinarias de Veracruz de 2022, denominadas oficialmente por la autoridad electoral como el Proceso Electoral Local Extraordinario 2022, se llevaron a cabo el 27 de marzo de 2022. En los comicios extraordinarios, organizados por el Organismo Público Local Electoral de Veracruz (OPLE) y cuyo proceso inició el 5 de enero, se renovaron los siguientes cargos de elección popular:
- Cuatro ayuntamientos (Chiconamel, Jesús Carranza, Amatitlán y Tlacotepec de Mejía): compuestos cada uno por un presidente municipal, un síndico y dos regidores[6] electos por única ocasión para un periodo de tres años y cinco meses, no reelegibles para el periodo inmediato.

Ante los resultados de los comicios estatales y los extraordinarios, los cuatro partidos locales —¡Podemos!, Cardenista, Todos por Veracruz y Unidad Ciudadana— y dos nacionales —Partido Encuentro Solidario y Redes Sociales Progresistas— perdieron oficialmente su registro en Veracruz al no alcanzar el porcentaje de votos requerido.

## Antecedentes
Después de las elecciones ordinarias estatales de ayuntamientos, en septiembre y octubre el Tribunal Electoral de Veracruz (TEV) y la Sala Regional Xalapa del Tribunal Electoral del Poder Judicial de la Federación (TEPJF) declararon la invalidez de los comicios en los municipios de Chiconamel —por el inadecuado resguardo y custodia de paquetes electorales— y Jesús Carranza —conflicto postelectoral que impidió el traslado de los paquetes electorales a la sede del Organismo Público Local Electoral de Veracruz (OPLE)—. Por tanto, el Congreso del Estado expidió el 28 de diciembre las convocatorias a ambas elecciones extraordinarias y designó a los concejos municipales encargados temporalmente de los ayuntamientos de los dos municipios. Dos días después, la Sala Regional Xalapa del TEPJF revocó sentencias previas del TEV y declaró la nulidad de las elecciones en dos municipios más: Amatitlán y Tlacotepec de Mejía, en ambos casos por rebase de topes de gastos de campaña. Por tanto, el mismo 30 de diciembre se publicaron en la Gaceta Oficial del Estado las convocatorias del Congreso a las elecciones en los cuatro municipios y se designó a los concejos municipales.
En los comicios extraordinarios estaban habilitados para participar un total de catorce de partidos políticos —diez nacionales y cuatro estatales—, esto luego de que los cuatro partidos estatales perdieran su registro en las elecciones de 2021 al no alcanzar el sufragio de al menos el 3 % de los votantes, lo que posteriormente suspendió el Tribunal Electoral a la espera de los resultados del proceso extraordinario.

## Organización

Logo de los comicios extraordinarios empleado por el Organismo Público Local Electoral de Veracruz (OPLE).

El Organismo Público Local Electoral de Veracruz (OPLE) dio inicio al proceso electoral extraordinario el 5 de enero de 2022 y aprobó diversos lineamientos, manuales y reglas para los comicios. El mismo día el OPLE lanzó la convocatoria para la instalación de sus consejos municipales en los cuatro municipios y se informó que la Junta Local del Instituto Nacional Electoral (INE) apoyaría al organismo en la organización de las elecciones, para las que se previó inicialmente la instalación de un total de 78 casillas. Por otra parte, a mediados de enero, se reunieron representantes de la Secretaría de Gobernación, la Secretaría de Seguridad y Protección Ciudadana y el INE para definir la «Estrategia de Protección en el Contexto Electoral 2022», que incluía las elecciones extraordinarias. Las personas electas en estos comicios iniciarían sus mandatos el 1 de julio siguiente a la elección, de tal forma que los concejos municipales estarían en su cargo entre el 1 de enero y el 30 de junio.
De acuerdo con el calendario electoral, el 9 de febrero se determinó como fecha para definir los topes de gastos de precampaña, el 15 de febrero para los topes de gastos de campaña, el 17 de febrero para el registro de las plataformas electorales de los partidos, junto con los procesos internos para la selección de candidatos entre el 1 y el 21 de febrero, la precampaña entre el 10 al 19 de febrero y las campañas del 9 al 23 de marzo. Además, los cómputos municipales se realizarían del 30 de marzo al 2 de abril. El 16 de enero, se cerró el registro para los aspirantes a integrar los consejos municipales electorales y, cuatro días después, el ente electoral aprobó las sedes, fecha, hora y listas de aspirantes que accederían al examen de conocimiento para conformarlos. Poco después, el mismo organismo determinó la ubicación de las bodegas electorales y publicó los folios y calificaciones de los aspirantes a integrar los consejos municipales, y, por tanto, los que pasarían a la siguiente etapa.
A finales de mes, se avaló el «Manual para el registro de Candidaturas para el Proceso Electoral Local Extraordinario 2022», y del 1 de febrero al 12 de marzo, se mantuvo abierta la convocatoria para observadores electorales. Más tarde, aprobó el OPLE la modalidad, sedes, fechas, horarios y lista de aspirantes a las etapas de valoración curricular y entrevistas —69 candidatos—, que finalizaron el 6 de febrero. Unos días después, quedaron instalados los consejos electorales, encargados de la «preparación, desarrollo y vigilancia» del proceso electoral. El 23 de febrero, el OPLE aprobó llevar a cabo cuatro debates, uno por cada elección, a celebrarse en las cabeceras distritales —Platón Sánchez, Huatusco, Cosamaloapan y Acayucan— de manera presencial o virtual; avaló igualmente el manual y los comités municipales para su organización. En la misma ocasión, se dio el visto bueno a la herramienta de capacitación para la realización de los cómputos municipales. Poco después, el organismo modificó su «Manual para el registro de Candidaturas para el Proceso Electoral Local Extraordinario 2022» para permitir la participación de los partidos políticos estatales.
Sobre la seguridad de los comicios, a finales de febrero, el consejero presidente de la Junta Local del INE aseguró que existían condiciones de «tranquilidad y paz» para que estos se llevaran a cabo. Los debates quedaron a cargo de la empresa PRONUVER, a celebrarse entre el 19 y el 20 de marzo previos a la elección. Finalmente, el 10 de marzo, se invitó formalmente a las candidaturas a participar en los debates —19 de marzo para Jesús Carranza y Amatitlán, y 20 de marzo para Chiconamel y Tlacotepec de Mejía—, que incluirían intérpretes de lengua de señas mexicana y, en el caso de Chiconamel, traducción al náhuatl huasteco, y se estableció como fecha límite el 13 de marzo para confirmar la inscripción. Para estos eventos, el OPLE pidió al gobierno estatal apoyo de seguridad a través de la Secretaría de Seguridad Pública. Llegadas las fechas programadas, se cancelaron los debates en Chiconamel, Amatitlán y Tlacotepec de Mejía por la falta de al menos dos participantes; en Jesús Carranza únicamente dos candidatas tomaron parte en el debate.
Poco antes de las elecciones sumaban 33 701 ciudadanos inscritos en la lista nominal y, por tanto, registrados para votar; se estimó la impresión de 35 717 papeletas electorales y la participación de 288 personas como funcionarios de las 72 casillas a instalar —44 en Jesús Carranza, 13 en Amatitlán, nueve en Chiconamel y seis en Tlacotepec de Mejía—. En torno a esas fechas, el organismo electoral actualizó las fechas de su Plan y Calendario Integral para el Proceso Electoral Local Extraordinario 2022 dado que la entrega de las boletas se haría entre el 12 y el 13 de marzo. Por otra parte, el gobernador, Cuitláhuac García Jiménez, informó que habría ley seca en los cuatro municipios desde horas previas a la apertura de las casillas. Se estimó la participación de al menos 150 elementos de la Secretaría de Seguridad Pública del gobierno estatal para el operativo de seguridad en los comicios. Al término de las campañas, el 24 de marzo, dio inicio el periodo de veda electoral.

### Presupuesto y materiales
Para el año 2022, el OPLE contaba con 660 millones de pesos de presupuesto, que la Secretaría de Finanzas y Planeación de Veracruz consideró suficientes para el proceso electoral, lo que el organismo confirmó tiempo después al indicar que no solicitaría más recursos y cifrar en diez millones de pesos el costo de los comicios. A finales de enero, se calculó el financiamiento público de campaña que correspondería a cada formación política y a los candidatos independientes Más tarde, el OPLE aprobó reutilizar material electoral empleado en las elecciones ordinarias del año anterior, avaló formatos y diseño de documentación. Por su parte, el 9 de febrero, se definieron los topes de gastos de campaña y precampaña, que definían un gasto de hasta 250 mil pesos por precandidato y candidato en un periodo de veinticinco días. Asimismo, para la celebración de los debates se destinaron 250 000 pesos.

### Programa de Resultados Electorales Preliminares
El 14 de enero, el OPLE aprobó la realización del Programa de Resultados Electorales Preliminares (PREP) el día de la elección extraordinaria, que arrojaría datos a partir de las 20:00 horas. Poco después, el Consejo General designó a la Facultad de Estudios Superiores Aragón de la Universidad Nacional Autónoma de México como auditor externo del PREP, cuyos «criterios generales de aplicación» también aprobó y, el 23 de febrero, se aprobó la convocatoria para los difusores del PREP, cuya lista se avaló el 8 de marzo. También a inicios de mes, se llevó a cabo el primer simulacro de funcionalidad del programa, a cargo de la Comisión Temporal del Programa de Resultados Electorales Preliminares, en las instalaciones del Centro de Captura y Verificación de Datos Central, donde se procesaron doce actas de escrutinio y cómputo de casilla. El 14 de marzo, las comisiones Temporal del Programa de Resultados Electorales Preliminares y de Organización Electoral del OPLE llevaron a cabo el primer simulacro del PREP y del «Sistema Integral de Cómputos Municipales» de manera simultánea en los cuatro municipios; el segundo simulacro del programa se realizó seis días después.

### Candidaturas
El 14 de enero, el OPLE aprobó la convocatoria para las candidaturas independientes —con lo que estableció el periodo entre el 16 y el 31 de enero para el registro de los interesados— Como estaba definido, dos días después se abrió la convocatoria para las personas interesadas en ser candidatos independientes, cuyo plazo finalizó el 31 de enero siguiente. De cumplir con los requisitos estipulados, del 10 al 19 de febrero las personas seleccionadas podrían recabar el número de firmas necesarias: 3 % de la lista nominal. Por su parte, los candidatos de la coalición entre Morena, Partido del Trabajo (PT) y Partido Verde Ecologista de México (PVEM) a la alcaldía de Amatitlán y de la formación política local Podemos a la de Tlacotepec de Mejía estaban imposibilitados a competir nuevamente al tratarse de una falta grave el rebasar los topes de gastos de campaña. A finales de enero, el PT planteó la posibilidad de participar en coalición con Morena y PVEM en tres municipios, y en solitario en Jesús Carranza. No obstante, el 3 de febrero, un día antes de cumplirse el plazo para el registro de coaliciones electorales, únicamente Morena y el PT registraron ante el OPLE su alianza en tres municipios —Amatitlán, Tlacotepec de Mejía y Chiconamel—.
El 9 de febrero, el OPLE aprobó el convenio de coalición parcial bajo el nombre «Juntos Hacemos Historia en Veracruz». En esas fechas, el ente electoral descartó dar prórrogas a los partidos para el registro de sus candidatos y el Consejo Político Estatal del Partido Revolucionario Institucional (PRI) aprobó el procedimiento para la postulación de candidaturas para estos comicios. En este sentido, fuera de Morena y PT en tres elecciones, todos los partidos competirían por separado en los comicios extraordinarios, lo que implicaba la ruptura de la alianza previa entre el PRI, Partido Acción Nacional (PAN) y Partido de la Revolución Democrática (PRD). Por su parte, el PVEM afirmó que postularía únicamente candidatas y se informó que, pese a perder el registro como partidos locales, Podemos, Fuerza por Veracruz, Cardenista y Unidad Ciudadana podrían participar en estas elecciones. La pérdida de registro, sin embargo, quedó suspendida por el Tribunal Electoral de Veracruz a la espera de la celebración de los comicios extraordinarios.
Posteriormente, el 3 de marzo, Redes Sociales Progresistas —en tres municipios, omitiendo Chiconamel— y Morena registraron sus candidaturas ante el OPLE; el PT hizo lo propio un día después. En este sentido, de los tres municipios en los que Morena y PT competirían en alianza, el primer partido encabezó las postulaciones en Tlacotepec de Mejía y en Chiconamel, mientras que el PT lo hizo en Amatitlán. El 8 de marzo, el OPLE aprobó las candidaturas; únicamente el PRI, PVEM, Movimiento Ciudadano (MC) y el partido local Todos por Veracruz registraron candidaturas para las cuatro elecciones. Por tanto, ocho formaciones políticas nacionales y tres locales no registraron postulaciones en los cuatro municipios. En este sentido, el organismo dio el visto bueno a 36 planillas —24 encabezadas por mujeres—, siendo Jesús Carranza y Tlacotepec de Mejía los comicios con el mayor número; del resto de formaciones, el PAN y Unidad Ciudadana presentaron candidaturas en tres municipios, el PRD y el Partido Cardenista en dos, y Podemos y Partido Encuentro Solidario (PES) en uno. En contraste, Fuerza por México no presentó postulaciones.

### Controversias
Durante la campaña se denunciaron irregularidades en Amatitlán, como la repartición de animales en vehículos del gobierno local, y agresiones contra brigadistas de Morena en Chiconamel. Pese a lo anterior, el titular de la Secretaría de Gobierno de Veracruz aseveró que estaría garantizada la seguridad en los cuatro municipios con comicios. Al momento de los comicios, uno de los candidatos en Jesús Carranza, por el PT, se encontraba detenido por los delitos de «ultrajes a la autoridad, narcomenudeo y posesión de arma de fuego».

## Elecciones
Por la mañana del 27 de marzo, el Consejo General del OPLE y la Junta Local del INE entraron en sesión permanente, al tiempo que comenzaban las votaciones. En esa ocasión, el ente electoral estatal pidió respetar a los partidos políticos los resultados. Luego de las 11:00 horas, se reportaba la instalación de 44 de las 72 casillas previstas; dos horas después, el «Sistema de Información de la Jornada Electoral» establecía la totalidad de los centros de votación instalados. Durante la jornada se reportó la presencia de hombres armados y la renuncia de funcionarios de casilla por amenazas en Tlacotepec de Mejía, así como la detención del transporte público rural en Jesús Carranza. Pese a lo anterior, el gobernador, Cuitláhuac García Jiménez, aseguró que los comicios se desarrollaron «en completa paz» y la Secretaría de Seguridad Pública reportó saldo blanco con corte las 18:30 horas. En este sentido, aunque se solicitó reforzar la vigilancia para el traslado de los paquetes electorales, durante la sesión del OPLE se aseguró que «ha sido una buena elección, con incidentes menores». A las 18:00 horas se cerraron las casillas y se puso en ceros el Programa de Resultados Electorales Preliminares (PREP); dos horas después, el programa entró en operaciones y las primeras actas reportadas correspondían a la elección de Jesús Carranza.

### Resultados
A la espera de los resultados definitivos arrojados por los cómputos distritales a partir del 30 de marzo siguiente, el PREP mostró como preliminares la victoria de la coalición Morena y PT en Amatitlán, del PT en Jesús Carranza —cuyo candidato se encontraba en prisión al momento de las elecciones—, del PRD en Chiconamel y del partido local Podemos en Tlacotepec de Mejía, así como una participación del 64 % de la lista nominal. El programa finalizó el  28 de marzo a las 01:00 horas con las 72 actas capturadas. Dos días después, como estaba previsto, se llevaron a cabo los cómputos distritales, para lo que el OPLE se instaló en sesión permanente para dar seguimiento a los conteos que serían en los consejos municipales y para los que se informó la apertura de doce de los 72 paquetes electorales —seis de Jesús Carranza, cinco de Amatitlán y uno de Chiconamel—. Los cómputos confirmaron los resultados reportados por el PREP; con las cifras definitivas, y tras ocho horas de sesión, el ente electoral entregó las constancias de mayoría a los candidatos vencedores: del partido local Podemos en Tlacotepec de Mejía, del PRD en Chiconamel, de la alianza Morena-PT en Amatitlán y del PT en Jesús Carranza.

#### Jesús Carranza
|  | 47.24 % |

|  | 41.93 % |

|  | 3.03 % |

|  | 1.32 % |

|  | 0.87 % |

|  | 0.79 % |

|  | 0.76 % |

|  | 0.69 % |

|  | 0.64 % |

|  | 0.56 % |

|  | 0.10 % |

|  | 0.05 % |

|  | 00.00 % |

|  | 97.98 % |

|  | 2.02 % |

|  | 56.19 % |